# 烏斯塔德
烏斯塔德，是一個流行於中東、南亞和東南亞的頭銜，並用於穆斯林世界各種語言中，如波斯語、旁遮普語、普什圖語、土耳其語和庫爾德語。
這頭銜多用在名字之前，歷史上通常用於受人尊敬的教師和藝術家，通常是音樂家，並通過非正式的社會協議來使用。在烏爾都語中乌斯塔德可用在老師身上，在伊朗和阿拉伯世界則用在大學教授身上。
在印尼、馬來西亞、菲律賓和新加坡烏斯塔德是指合格的伊斯蘭學者，在馬爾代夫，這頭銜用在任何達到文憑程度的法律界人士。